# جون بيل (سياسي أمريكي، مواليد 1916)
جون بيل هو سياسي أمريكي، ولد في 16 سبتمبر 1916 في نيويورك في الولايات المتحدة، وتوفي في 1 يونيو 1982 في مقاطعة بروارد في الولايات المتحدة. نشط حزبياً في الحزب الجمهوري. وقد انتخب عضو مجلس ولاية فلوريدا ‏.